# Bullina
Bullina är ett släkte av snäckor. Bullina ingår i familjen Bullinidae.
Bullina är enda släktet i familjen Bullinidae.
Kladogram enligt Catalogue of Life:
| Bullina | \| \| Bullina exquisita \| \| \| \| \| \| Bullina torrei \| \| \| \| |
|         | \| \| Bullina exquisita \| \| \| \| \| \| Bullina torrei \| \| \| \| |
|         | Bullina exquisita                                                    |
|         |                                                                      |
|         | Bullina torrei                                                       |
|         |                                                                      |

## Bildgalleri

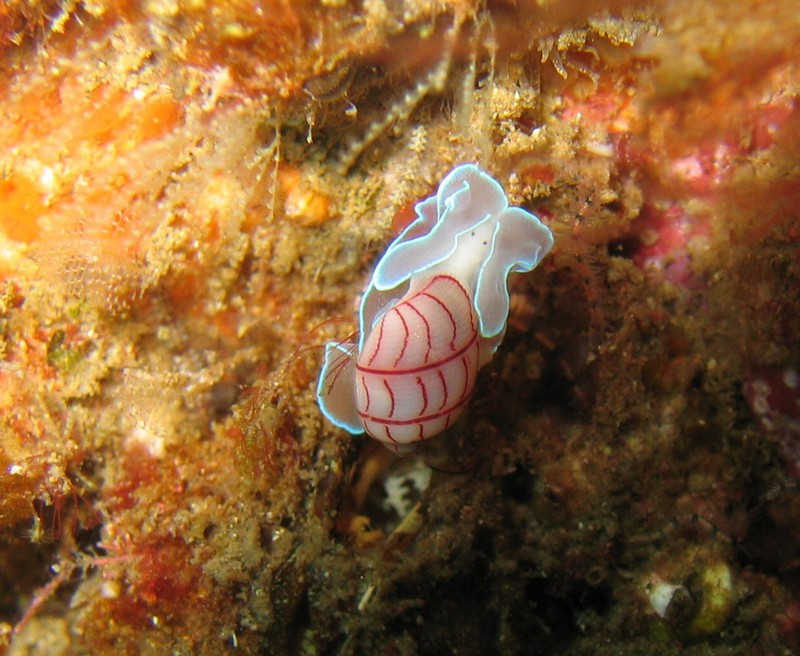